# ألف سفينسون (عازف قيثارة)
ألف سفينسون (بالسويدية: Alf Svensson)‏ هو عازف قيثارة سويدي، ولد في 1967.

## وصلات خارجية
- الموقع الرسمي
- ألف سفينسون على موقع ميوزك برينز (الإنجليزية)
- ألف سفينسون على موقع أول ميوزيك (الإنجليزية)
- ألف سفينسون على موقع ديسكوغز (الإنجليزية)